# Charles A. Busiel

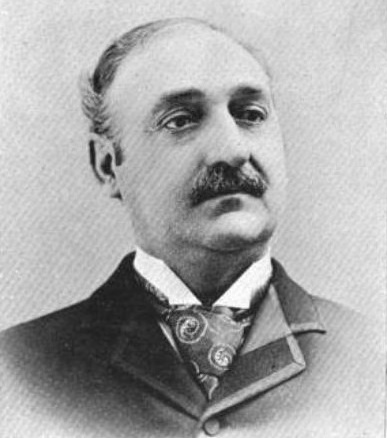
Charles A. Busiel

Charles Albert Busiel (* 24. November 1842 in Meredith, Belknap County, New Hampshire; † 29. August 1901 in Laconia, New Hampshire) war ein US-amerikanischer Politiker und von 1895 bis 1897 Gouverneur des Bundesstaates New Hampshire.

## Frühe Jahre und politischer Aufstieg
Charles Busiel besuchte die örtlichen Schulen seiner Heimat und die Gilford Academy. Danach begann er in der Strumpffabrik seiner Eltern zu arbeiten. Später gründete er seine eigene Fabrik. Im Lauf der Zeit weitete er seine geschäftlichen Aktivitäten auch auf andere Gebiete wie z. B. die Eisenbahn, die Banken oder die Presse aus. Zu Beginn seiner politischen Laufbahn war Busiel Mitglied der Demokratischen Partei. Zwischen 1878 und 1879 war er Abgeordneter im Repräsentantenhaus von New Hampshire und im Jahr 1880 war er Delegierter zur Democratic National Convention. Im Verlauf der 1880er Jahre überwarf er sich mit seiner Partei in der Frage der Einfuhrzölle. Er wurde Mitglied der Republikanischen Partei und unterstützte Präsident Benjamin Harrison in dessen Haltung für einen hohen Zoll. Die Zollfrage sollte in den Vereinigten Staaten noch bis in die 1920er Jahre umstritten bleiben. In den Jahren 1892 und 1893 war Busiel Bürgermeister von Laconia.

## Gouverneur von New Hampshire
Im Jahr 1894 wurde Charles Busiel zum Gouverneur seines Staates gewählt. In seiner am 3. Januar 1895 beginnenden zweijährigen Amtszeit musste er sich mit den Folgen einer Wirtschaftskrise auseinandersetzen. Zur Bekämpfung der Krise wurden Sonderprogramme aufgelegt. Der Gouverneur setzte sich für ein elektrisches Nahverkehrssystem (Electric trolley service) und für eine Erweiterung des Eisenbahnnetzes ein.

## Weiterer Lebenslauf
Nach Ablauf seiner Amtszeit bewarb sich Busiel erfolglos um die Nominierung seiner Partei für einen Sitz im US-Senat. Er starb im August 1901 und wurde in Laconia beigesetzt. Mit seiner Frau Eunice Elizabeth Preston hatte er eine Tochter.